# Maliaben
Maliaben (Malia ben) ist ein osttimoresischer Ort im Suco Sanirin (Verwaltungsamt Balibo, Gemeinde Bobonaro). Er liegt in einer Meereshöhe von 522 m im Osten der Aldeia Palaca, östlich des Gebirgszugs des Foho Lauleun.  Eine kleine Straße etwas südlich verbindet das Dorf mit Balibo im Süden und dem Suco Leolima im Osten. Südlich befindet sich jenseits eines kleinen Tals das Nachbardorf Subaleco Foho.
Östlich liegt der Foho Oholaun (08° 56′ S, 125° 03′ O), ein Berg mit 640 m Höhe. Der Friedhof von Maliaben befindet sich jenseits des Foho Oholaun im Suco Leolima.